# Коммунальная квартира

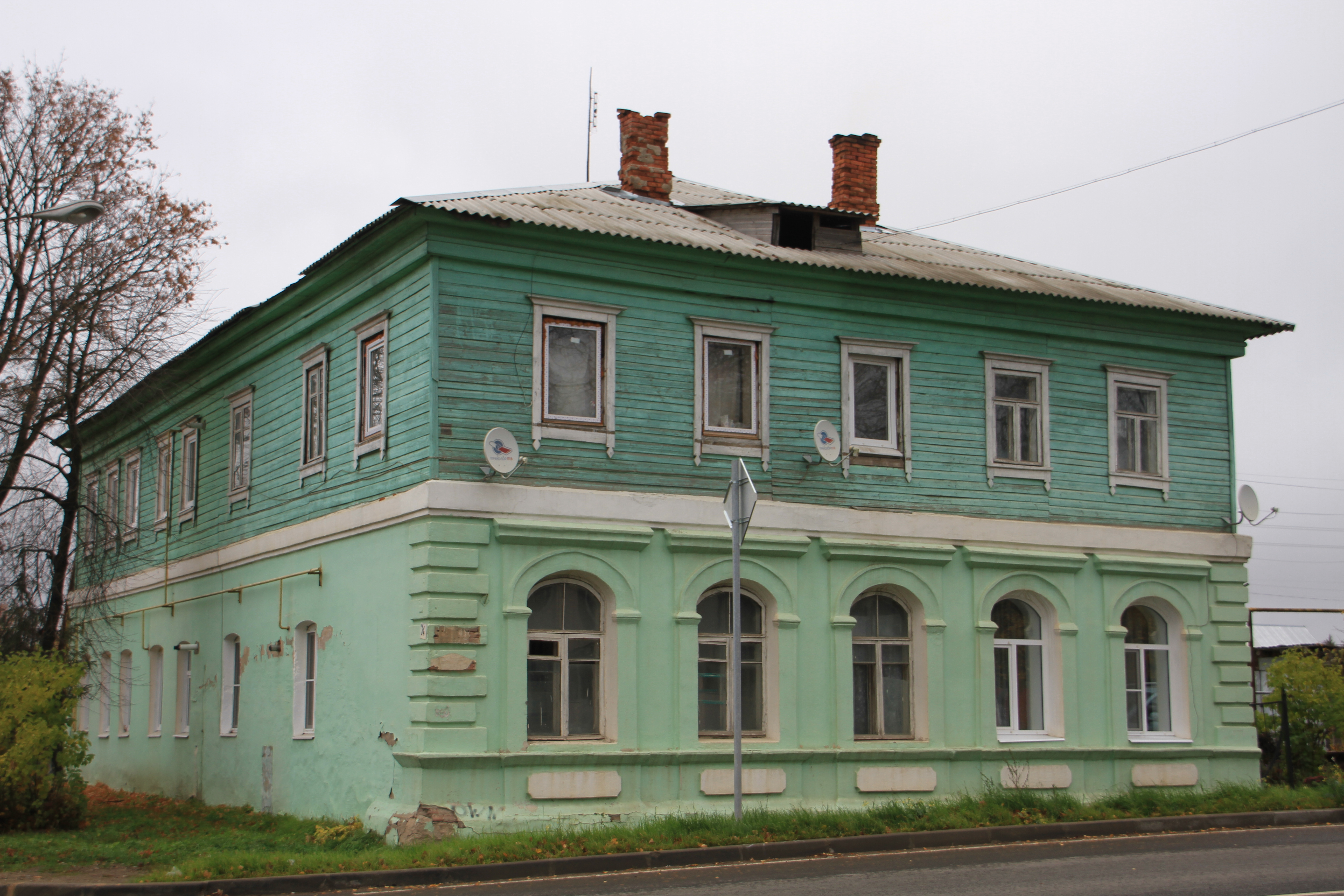
Усадьба Саламатиных (Калужская область, Медынь, проспект Ленина, 25). Объект культурного наследия России с надстроенным деревянным вторым этажом, — т. н. «дикой застройкой», не согласованной с органами технического учёта, — использующимся как коммунальная квартира

Коммуна́льная кварти́ра (разг. коммуна́лка) — квартира, в изолированных жилых помещениях которой проживает несколько семей или жильцов.
Коммунальная квартира при этом может находиться: в частной собственности физического лица, среди которых особую группу составляют владельцы доходных домов, в муниципальной собственности, в собственности других предприятий и организаций, предоставляющих служебную жилую площадь. В городах Союза ССР к 1980-м годам большая часть квартир находилась в домах, находившихся в собственности государства и предоставленных гражданам в бессрочное владение на правах личной собственности, при этом в соответствии с государственными программами («Жилище-2000» и прочее) коммунальное заселение ежегодно снижалось. В настоящее время заселение жилого помещения муниципального жилого фонда в коммунальной квартире осуществляется в соответствии с жилищным законодательством, а также по утверждаемым в каждом муниципальном образовании нормам предоставления общей площади жилого помещения на одного члена семьи. Семьёй из одного человека в коммунальной квартире принято считать одиноко проживающих людей. Каждая семья или отдельный человек занимают одну или несколько комнат, вместе пользуются «местами общего пользования», к которым, как правило, относятся общие ванная, туалет и кухня, а также коридор и прихожая.

## История

### До 1917 года
Прообразы коммунальных квартир как типа жилья, в котором проживают несколько семей, появились в начале XVIII века. Владельцы квартир разгораживали помещение на несколько «углов» (часто проходных) и сдавали в поднаём. Квартиры состояли из трёх — шести комнат, с одной общей кухней (туалет — один на лестничной площадке или вообще на улице), в них проживало по 3—6 семей. С начала XIX века, в эпоху наступившей промышленной революции в Западной Европе, а затем и в России наблюдаются случаи коллективного найма жилья группами людей, связанных личным знакомством, вытекающим из общности занятий и профессии. Эту практику в России 1860-х годов отразил Н. Г. Чернышевский, описавший в романе «Что делать?» «коммуну-общежитие», которую создали несколько молодых людей в совместно арендованной ими квартире из нескольких комнат. Среди людей творческих профессий — особенно молодых художников и скульпторов, приехавших на обучение в Академию художеств, училища и прочих — совместная аренда квартир была обычной практикой.
Однако такие варианты совместного найма, при котором жильцы коммунально заселённой жилплощади были бы также связаны общими интересами, были в России до 1917 года исключением на фоне повальной практики аренды «углов» в промышленных центрах. При этом, если относительно более высокооплачиваемые рабочие и конторщики могли арендовать углы в квартирах многоэтажных доходных домов упрощённого типа на периферии города, то основная масса грузчиков, каталей, ломовиков, извозчиков, землекопов и так далее довольствовалась для этих целей многокомнатными деревянными бараками на рабочих окраинах и в слободах.
В результате в Петрограде в 1915 году в каждой квартире города, от центра до окраин, проживало в среднем 8,7 человека, то есть коммунальными было большинство квартир на рабочих окраинах столицы России и её главного промышленного центра.

### 1917—1920
После революций (переворотов) 1917 года вошёл в обиход термин «коммунальная квартира», но не само явление коммунального заселения, принцип которого был распространен ещё в Российской империи. После прихода к власти большевиков на повестку дня встал «квартирный вопрос». Развёрнутое представление о сущности этой проблемы и путях её решения в начале XX века даёт статья «Квартирный вопрос» А. Е. Яновского в Энциклопедическом словаре Брокгауза и Ефрона.
В первые годы Советской власти было проведено так называемое «уплотнение». Основанием для этого стал декрет Президиума ВЦИК от 20 августа 1918 года «Об отмене права частной собственности на недвижимости в городах». С упразднением права частной собственности на жильё жилые дома перешли в государственную собственность и в распоряжение органов местной власти. При этом в ряде городов муниципализация была проведена ещё раньше. Так, в Москве согласно постановлениям Моссовета «о городских недвижимостях» от 30 ноября, 12 декабря 1917 года и 26 января 1918 года отменялось право частной собственности на дома, если их стоимость была не менее 20 тысяч рублей или если чистый годовой доход с найма превышал 750 рублей.
В Москве постановление Моссовета от 12 июля 1918 года «О распределении жилых помещений в г. Москве» определило базовую норму заселения при уплотнении из расчёта 1 комнаты на 1 взрослого человека. Этим критерием норма не исчерпывалась; аналогичный норматив, установленный Петросоветом, гласил

§ 2. … относится к квартирам, заселённым согласно норме уплотнения квартир, то есть по одной комнате на каждого взрослого человека, одной комнате на двух детей и одной комнате для профессиональных занятий.— Весь Петроград за 1923 год. Отдел X. Наиболее необходимые населению сведения правового характера. — С. 301.
Вопрос уплотнений В. И. Ленин затронул ещё накануне Октябрьской революции в статье «Удержат ли большевики государственную власть?», написанной в конце сентября и законченной в начале октября 1917 года. Таким образом, часто цитируемый её отрывок

— "Вы потеснитесь, граждане, в двух комнатах на эту зиму, а две комнаты приготовьте для поселения в них двух семей из подвала. На время, пока мы при помощи инженеров (вы, кажется, инженер?) не построим хороших квартир для всех, вам обязательно потесниться. Ваш телефон будет служить на 10 семей. Это сэкономит часов 100 работы, беготни по лавчонкам и т. п. Затем в вашей семье двое незанятых полурабочих, способных выполнить лёгкий труд: гражданка 55 лет и гражданин 14 лет. Они будут дежурить ежедневно по 3 часа, чтобы наблюдать за правильным распределением продуктов для 10 семей и вести необходимые для этого записи.
являлся, на момент написания, гипотетическим видением и воображаемой ситуацией, а не наблюдением за практикой уплотнения. Принципиально важным в этой работе Ленина является соотнесение предстоящих уплотнений и даже выселений с прецедентной практикой решения квартирных вопросов при «социальном государстве» капитализма:

Государству надо выселить из квартиры принудительно определённую семью и поселить другую. Это делает сплошь да рядом капиталистическое государство, это будет делать и наше, пролетарское или социалистическое государство.

Капиталистическое государство выселяет семью рабочих, потерявшую работника и не внесшую платы. Является судебный пристав, полицейский или милицейский, целый взвод их. В рабочем квартале, чтобы произвести выселение, нужен отряд казаков. Почему? Потому что пристав и «милицейский» отказываются идти без военной охраны очень большой силы. Они знают, что сцена выселения вызывает такую бешеную злобу во всем окрестном населении, в тысячах и тысячах доведённых почти до отчаяния людей, такую ненависть к капиталистам и к капиталистическому государству, что пристава и взвод милицейских могут ежеминутно разорвать в клочки. Нужны большие военные силы, надо привести в большой город несколько полков непременно из какой-нибудь далекой окраины, чтобы солдатам была чужда жизнь городской бедноты, чтобы солдат не могли «заразить» социализмом.
В Советской России создание коммун и коммунальных квартир часто носило добровольно-принудительный характер
Жилой фонд в Петрограде делился на равные отрезки площади — 20 квадратных аршин (10 м²) на взрослого и ребёнка до двух лет и 10 квадратных аршин (5 м²) на ребёнка от двух до двенадцати лет. С 1924 года норма составляла 16 квадратных аршин (8 м²) вне зависимости от возраста проживающих. Если площадь превышала норму, то в квартиру подселяли новых жильцов.
Так, к апрелю 1919 года Центральная жилищная комиссия Петрограда вселила около 36 000 рабочих и членов их семей в новые квартиры. В некоторых случаях рабочие отказывались вселяться в новые квартиры. Причинами этого были: экономические соображения (расходы на отопление больших квартир), психологический дискомфорт в общении с представителями других социальных кругов, удалённость от места работы, невозможность содержать подсобное хозяйство в центре города (огород, разведение птицы и скота).
Результатом этой политики было увеличение количества населения проживающих в квартирах. В 1922 году по сравнению с 1908 годом среди одиноких рабочих доля живших в отдельной комнате увеличилась с 29 % до 67 %, занимавших более одной комнаты или квартиру — с 1 % до 10 %. Среди семейных рабочих доля имевших свыше одной комнаты или квартиру увеличилась с 28 % до 64 %, имевших одну комнату — с 17 % до 33 %. В 1908 году 52 % рабочих семей имели менее одной комнаты, тогда как в 1922 году таких семей уже не было зарегистрировано.
В послереволюционном Петрограде к узлу проблем «квартирного вопроса» добавился факт физического сокращения жилого фонда на окраинах: в 1918—1919 году из-за разрухи многие деревянные дома барачного типа на окраинах были сломаны на дрова. В результате к 1920 году общее количество квартир в Петрограде сократилось на 8,4 %. Правда, кризиса перенаселения это не вызвало, так как в те же годы депопуляция Петрограда шла опережающими темпами, и на слом шло очевидно пустое жильё. В 1920 году квартирная перепись выявила в Петрограде 55 тыс. 139 пустующих квартир — примерно одна пятая от общего числа около 250 тысяч. Таким образом, масштабы последующих уплотнений в центре Петрограда по ходу возобновления притока рабочей силы в середине 1920-х годов не должны преувеличиваться. Если в 1918 году из-за депопуляции рабочих окраин средняя населённость одной квартиры в Петрограде упала до 5 чел. по сравнению с 8,7 чел. в 1918 году, то к 1920 году этот показатель достиг уровня 2,8 человека на квартиру, в том числе благодаря разуплотнениям бараков и доходных домов на окраинах с одновременным коммунальным заселением пустующих квартир в центре.

### Выселение лишенцев
По Конституции СССР 1924—1936 гг. многие бывшие владельцы домов/квартир были лишены избирательных и многих других прав. Такие люди получили название лишенцев. В 1920-х — 1930-х годах проводилось выселение лишенцев из квартир муниципального фонда. Таким образом, многие бывшие владельцы квартир были лишены даже тех комнат, которые у них оставались после уплотнений, и были вообще выселены из когда-то принадлежавших им квартир и домов.

### ПериодНЭПа
Отсутствие платы за жильё привело к тому, что органы власти стали испытывать нехватку средств на содержание жилого фонда. В период НЭПа частично были восстановлены аренда и частная собственность на жильё, были учреждены жилищные кооперативы. Владельцы квартир проживали в одной или нескольких комнатах, а остальные могли сдавать в аренду, подбирая жильцов по принципу личной симпатии. Была установлена ставка квартплаты для разных категорий жильцов. По этой ставке владелец квартиры вносил плату в домоуправление, разница между арендной платой и ставкой составляла его доход.
Дома, которые не арендовались и остались в распоряжении местных органов власти (коммунотделов), стали называться «коммунальными».
С 1929 года институт квартирохозяев отменяется и все квартиры становятся коммунальными. Приток сельского населения в города, вызванный индустриализацией, способствует образованию новых коммунальных квартир и новым уплотнениям. Так, санитарная норма в Ленинграде сократилась с 13,5 квадратных метров в 1926 году до 9 квадратных метров в 1931 году.
В 1937 году упраздняются жилищные товарищества, распоряжавшиеся около 90 % жилищного фонда, который переходит в распоряжение местных советов.

### 1950-е — 1960-е годы
С середины 1950-х годов политическое руководство СССР начало проводить новую жилищную политику, направленную на массовое строительство отдельных квартир. Согласно постановлению ЦК КПСС и Совета Министров СССР от 3 июля 1957 года «О развитии жилищного строительства в СССР», был взят курс на посемейное заселение благоустроенных квартир, что подкреплялось такими идеологическими и научными пунктами:
- коммунальная квартира не являлась проектом советской власти, а была вынужденной мерой для экономии средств во время индустриализации;
- заселение в одну квартиру нескольких семей уже не может кардинально повысить уровень жизни этих семей;
- коммунальные квартиры — экономически невыгодный тип жилья, не удовлетворяющий современным требованиям;
- проблема коммунальных квартир может быть решена посредством массового строительства с использованием новых технологий, а также совершенствованием жилищного законодательства, позволявшего бы семье улучшением жилищных условий добиться проживания в отдельной квартире (осуществлено частично[11][12]).

Была создана соответствующая производственная база и инфраструктура: домостроительные комбинаты, заводы ЖБИ и так далее. Это позволило ежегодно вводить 110 млн квадратных метров жилья. Первые домостроительные комбинаты были созданы в 1959 году в системе Главленинградстроя, в 1962 году организованы в Москве и в других городах. В частности, за период 1966—1970 годов в Ленинграде 942 тысячи человек получили жилую площадь, причём 809 тысяч вселились в новые дома и 133 тысячи получили площадь в старых домах. Однако, при заселении новых квартир нередко применялся принцип «подселенца» (один сосед к каждой семье). К середине 1980-х годов число коммунальных квартир в центральных районах Ленинграда составляло 40 % от их общего числа. [источник?]
Кроме того, до середины 1980-х годов существовала система служебной (ведомственной) площади, что затрудняло расселение коммунальных квартир.

### 1990-е годы
С начала 1990-х годов вместе с возвратом к рыночной экономике и приватизацией жилого фонда в крупных городах начался процесс расселения коммунальных квартир.
Расселением коммунальных квартир начали заниматься риелторы. Пик расселения в Санкт-Петербурге пришёлся на 1993 год. По состоянию на 1996 год, в Санкт-Петербурге было 200 025 коммунальных квартир, что составляло 14 % от общего количества жилья. В них проживало 587 099 человек.

### 2000-е и 2010-е годы
По данным Жилищного комитета Санкт-Петербурга на 2011 год, в 105 000 коммуналок жило около 660 000 человек. Город остаётся «коммунальной столицей» СНГ.

#### Расселение коммунальных квартир в Санкт-Петербурге
17 октября 2007 года в Санкт-Петербурге Законодательным собранием города утверждена целевая программа Санкт-Петербурга «Расселение коммунальных квартир в Санкт-Петербурге».
В соответствии с Программой предусмотрен комплексный подход к расселению коммунальных квартир с использованием различных способов государственного содействия в улучшении жилищных условий граждан.
Содействие в улучшении жилищных условий в рамках Программы оказывается гражданам, состоящим на учёте в качестве нуждающихся в жилых помещениях или на учёте нуждающихся в содействии Санкт-Петербурга в улучшении жилищных условий.
В соответствии с пунктом 4 Программы осуществляются следующие основные мероприятия по расселению коммунальных квартир и оказанию содействия гражданам:
1) предоставление гражданам — участникам Программы, состоящим на учёте в качестве нуждающихся в жилых помещениях, жилых помещений по договорам социального найма вне очереди;
2) перераспределение жилых помещений (комнат) в коммунальных квартирах и жилых помещений государственного жилищного фонда Санкт-Петербурга;
3) предоставление гражданам — участникам Программы за счет средств бюджета Санкт-Петербурга мер социальной поддержки в виде социальных выплат для приобретения или строительства жилых помещений;
4) первоочередное оказание гражданам — участникам Программы видов государственного содействия, предусмотренных целевыми программами Санкт-Петербурга «Развитие долгосрочного жилищного кредитования в Санкт-Петербурге», «Молодёжи — доступное жильё», «Жильё работникам бюджетной сферы» на условиях, определённых указанными целевыми программами Санкт-Петербурга;
5) передача гражданам — участникам Программы по договорам купли-продажи освободившихся жилых помещений (комнат) в коммунальных квартирах на условиях и в порядке, которые установлены Жилищным кодексом Российской Федерации и Законом Санкт-Петербурга от 5 апреля 2006 года № 169-27 «О порядке и условиях продажи жилых помещений государственного жилищного фонда Санкт-Петербурга», с применением понижающего коэффициента к рыночной стоимости;
6) привлечение к расселению коммунальных квартир юридических (физических) лиц — участников Программы;
7) предоставление гражданам — участникам Программы, проживающим в коммунальных квартирах, свободных жилых помещений коммерческого использования в данных коммунальных квартирах по договору найма на условиях и в порядке, которые установлены Законом Санкт-Петербурга от 28 марта 2007 года N 125-27 «О порядке предоставления жилых помещений жилищного фонда коммерческого использования Санкт-Петербурга».
Указанные мероприятия осуществляются администрациями районов города, Жилищным комитетом Санкт-Петербурга, ГБУ «Горжилобмен» и АО «Санкт-Петербургский центр доступного жилья».
При этом на начало действия программы количество коммунальных квартир в Петербурге составляло 116 647. За минувшие годы с учётом всех механизмов содействия улучшены жилищные условия 89 659 семей, расселено 39 989 коммунальных квартир. По состоянию на первое июля 2017 года количество коммунальных квартир в городе на Неве составляет 76 658 квартир, в которых проживают 245 тыс. семей, из них 87 тыс. состоят на жилищном учёте.

## Быт коммунальных квартир
Постановление ЦИК и СНК СССР от 17 октября 1937 года «О сохранении жилищного фонда и улучшении жилищного хозяйства в городах» предусматривало, что «в случаях, когда в квартире имеется несколько самостоятельных съемщиков жилых помещений, управляющий домом назначает по соглашению с ними, преимущественно из числа домохозяек, ответственного по квартире, на которого возлагается наблюдение за местами общего пользования и за соблюдением всеми жильцами правил внутреннего распорядка в квартире. За выполнение этих обязанностей ответственный по квартире получает небольшую плату в размере, определяемом управляющим домом».
Жизнь нескольких семей в одной квартире почти всегда приводила и приводит к ссорам и конфликтам, отсюда возникло устойчивое советское выражение «преступления на бытовой почве» (или кратко «бытовуха» на сленге сотрудников милиции), неизвестное дореволюционной юриспруденции. Явление «бытовухи» стало столь распространённым, что почти половина преступлений в Советском Союзе относились к разряду «бытовухи».
Самое резонансное в новейшей истории России преступление, случившееся в коммунальной квартире на бытовой почве, произошло в мае 2015 года, когда из-за выкрученных из электросчётчика предохранителей была убита соседская семья — муж, жена и их семилетний ребёнок.
Однако многие проблемы удавалось и удаётся решать при согласованном всеми жильцами коммуналки подходе. Так, во времена СССР уборка общественных мест могла осуществляться по очереди. Период дежурства определялся по взаимному согласию. В одних квартирах каждая семья дежурила, то есть осуществляла текущую уборку в течение одной недели, в других — столько недель, сколько человек в ней проживало, и т. д., а перед передачей очереди, как правило, проводилась генеральная уборка.
В некоторых квартирах за бытовую технику (телевизор, утюг и т. п.) начислялась фиксированная сумма. Если в квартире стоял один общий счётчик электроэнергии, то платежи обычно рассчитывались пропорционально числу проживающих. В других квартирах, кроме общего счётчика, стояли электросчётчики на каждую комнату. В этом случае расчёт по числу жильцов производился только для суммы, приходящейся на места общего пользования: она определялась как разность показаний общего и всех индивидуальных счётчиков. Встречались и такие квартиры, где места общего пользования были подключены к электросчётчикам, стоявшим для каждой комнаты отдельно, и при входе в кухню каждый обитатель другой комнаты был обязан включать свою лампочку, даже если свет уже был зажжён соседом (в этом случае несколько лампочек были включены одновременно, каждая от своего хозяина).
В некоторых коммунальных квартирах конфорки газовой плиты были распределены между жильцами и не могли быть заняты самовольно.
Многие коммунальные квартиры оставались без ремонта на протяжении длительного времени.

## Аналоги коммунальных квартир в других странах
«Коммунальная квартира» — сугубо советское понятие, которое распространилось на некоторые так называемые «страны соцлагеря». Из-за отсутствия за рубежом подходящих словесных эквивалентов для объяснения иностранному обывателю, что такое «коммунальное жильё», слово «коммуналка» переводилось зачастую в форме буквальной транслитерации на иностранные языки — на большинство европейских языков оно переводится как Kommunalka. Строго говоря, нигде в мире, кроме СССР, постсоветских стран и бывшего «соцлагеря» коммуналок никогда не существовало

## Коммунальные квартиры в искусстве
- В 1918 году по сценарию Луначарского был снят фильм «Уплотнение».
- В коммунальной квартире происходит действие в пьесе Михаила Булгакова «Зойкина квартира» (1925). В повести «Собачье сердце» (1925) описывается попытка уплотнения. «Нехорошую квартиру» также можно назвать коммунальной.
- В романе Пантелеймона Романова «Товарищ Кисляков» (1930) описан быт коммунальной квартиры.
- Жизнь в коммунальной квартире юмористически описывается И. Ильфом и Е. Петровым в романе «Золотой телёнок» (1931), в частности под названием «Воронья Слободка».
- В коммунальных квартирах происходит действие очень многих рассказов Зощенко.
- В США в 1939 году вышел кинофильм «Ниночка», в котором, в частности, высмеивался быт советских коммуналок.
- В романе Феликса Канделя «Коридор» (1967—1969) описывается жизнь в московской коммунальной квартире[20].
- Действие фильмов «Покровские ворота», «Вор», пьесы и фильма «Пять вечеров», а также многих других происходит в коммунальных квартирах.
- В телевизионной программе Джентльмен-шоу с 1994 по 2002 год выходила рубрика «Одесская коммунальная квартира». Рубрика представляла собой ситком о жизни нескольких семей в коммуналке, старшим по которой был одессит Семён Маркович. По сюжету, через коммуналку проходили общественно-политические события России и Украины тех лет.
- В 1996 году группа «Дюна» выпустила альбом «В городе большом», который содержал песню «Коммунальная квартира».
- У группы «Ноль» есть песня «Коммунальные квартиры».
- О коммунальных квартирах написано много стихотворений: «Плач по коммунальной квартире» (Е. Евтушенко, есть песня на музыку Луизы Хмельницкой, прозвучавшая в исполнении Гелены Великановой, а также Иосифа Кобзона), «Коммуналка» (Николай Голь и Геннадий Григорьев) и др.
- В фильме «Стиляги» (2008) дана юмористическая зарисовка на тему коммунальной квартиры.
- Документальный фильм «Коммуналка» (Франция, 2008), удостоенный Премии имени Анны Политковской в 2009 году.
- Фотопроект немецкого фотографа Петера Прайса «Kommunalka», было издано две книги, показанные на Франкфуртской книжной ярмарке и Лейпцигской книжной ярмарке[21].
- Герои романа Александры Марининой «Тот, кто знает» живут в четырёхкомнатной коммунальной квартире в Рещиковом переулке (ныне Каменная Слобода).